# Daroca
Daroca är en småstad och kommun i provinsen Zaragoza i den autonoma regionen Aragonien i nordöstra Spanien. Staden ligger vid floden Jiloca, cirka 75 kilometer sydväst om Zaragoza. Kommunen har 1 919 invånare (2024), på en yta av 52,05 km². På spanska kallas invånarna i Daroca för daroconse, "daroconeserna".